# Gerard de Jode

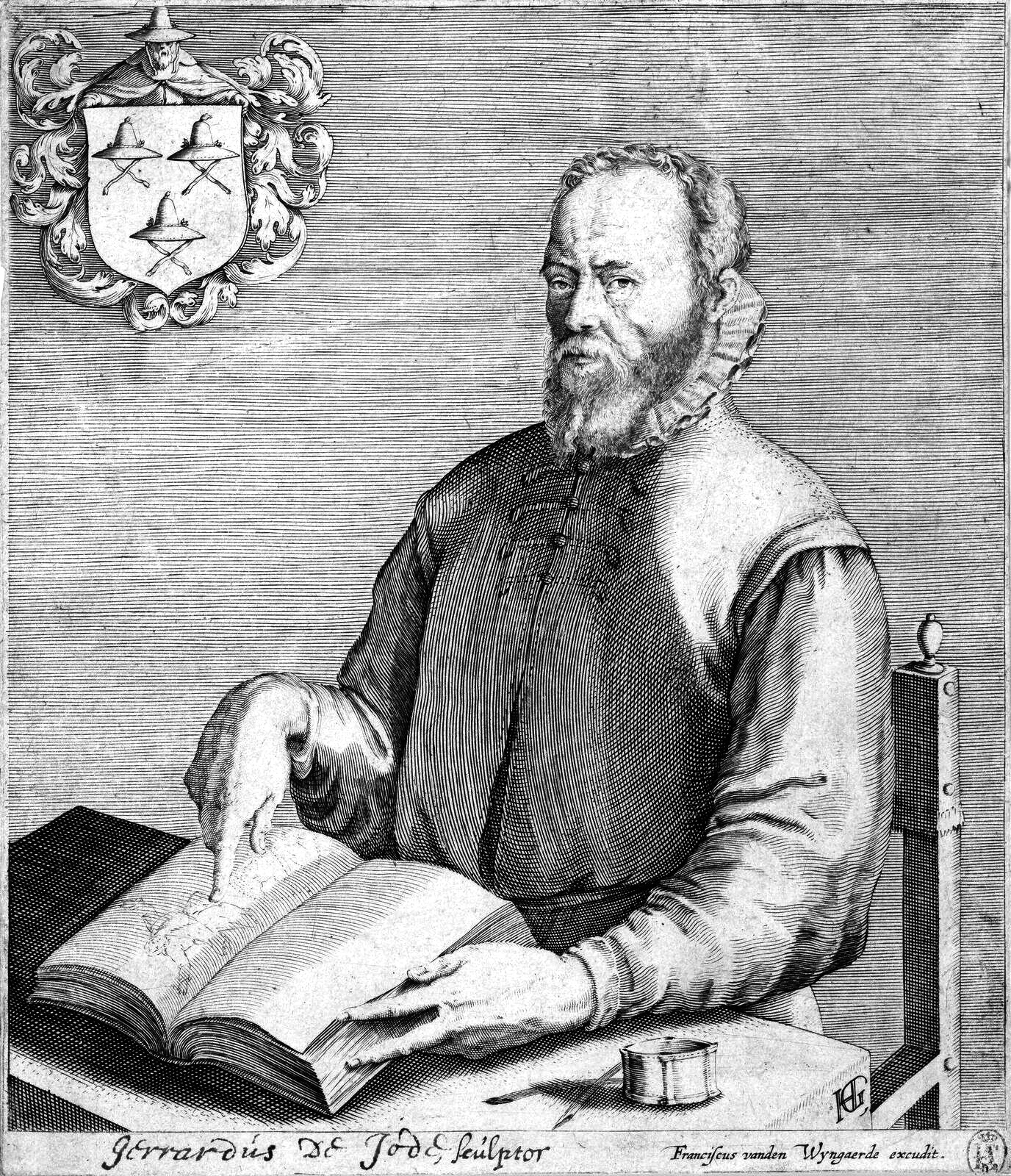
Retrato de Gerard de Jode, grabado de Hendrick Goltzius, hacia 1580-1590

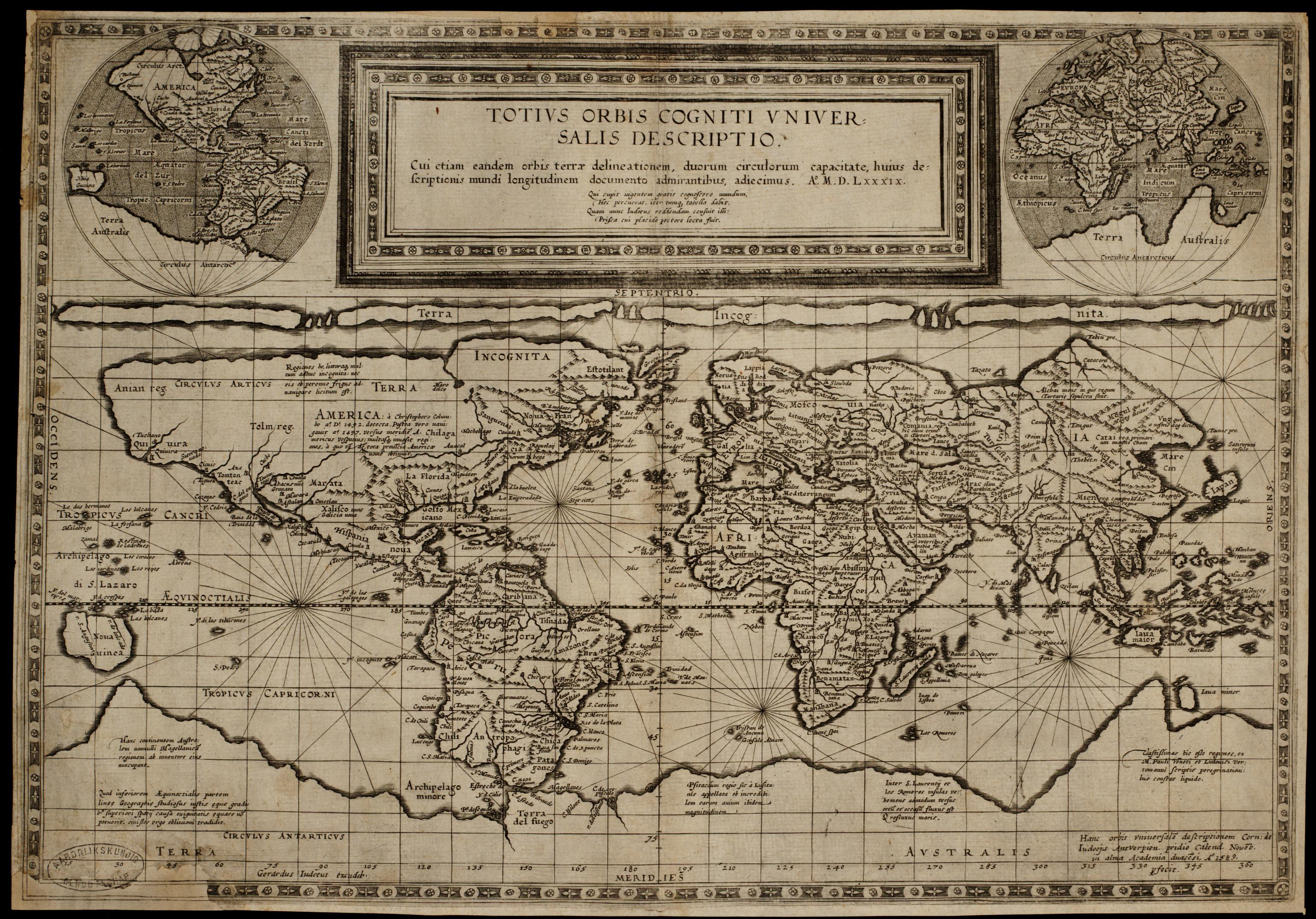
Totius Orbis Cogniti Universalis Descriptio, Amberes, 1589, grabado de Gerard de Jode, impreso por Cornelis de Jode.

Gerard de Jode (Nimega, 1509-Amberes, 1591) fue un grabador, cartógrafo y editor establecido en Amberes, donde en 1547 fue admitido en la «guilda» o gremio de San Lucas. Como impresor y editor se dedicó con frecuencia a editar mapas de otros cartógrafos, como Giacomo Gastaldi, Jacob van Deventer, Bartholomeus Musinus, Fernando Álvarez Seco y Abraham Ortelius, de quien publicó en 1564 un mapa del mundo en ocho hojas.

## Obra
Su obra más célebre es el Speculum Orbis Terrarum, un atlas en dos volúmenes publicado en 1578. Destinado a competir con el Theatrum Orbis Terrarum de Ortelius, editado ocho años antes, no logró alcanzar la popularidad de su competidor, a pesar de la calidad del trabajo realizado, y son muy pocos los ejemplares de él conservados. 
Gerard de Jode todavía preparó algunas planchas para una edición ampliada que quedó incompleta a su muerte. Se encargó de completar el trabajo su hijo Cornelis de Jode, quien en 1593 publicó la nueva edición con el título Speculum Orbis Terrae. La nueva edición tampoco se vendió bien y nunca fue reeditado.